# Heterospilus staryi
Heterospilus staryi – gatunek błonkówki z rodziny męczelkowatych i podrodziny Doryctinae.
Ciało długości od 3,5 do 4 mm. Głowa brązowa z żółtymi obwódkami oczu oraz poprzecznie żeberkowanymi czołem i ciemieniem. Czułki z żółtym trzonkiem i brązowo-białym biczykiem. Tułów z ciemnobrązowymi: przedpleczem, propleuronem, tarczką i grzbietową częścią mezopleuronu, a miodowożółtą resztą mezopleuronu, śródtarczką i spodem. Mesopleuron gładki. Pozatułów ciemnobrązowy. Odnóża żółte do jasnobrązowych. Metasoma ciemnobrązowo-żółta. Pierwsze tergum metasomy u wierzchołka węższe niż dłuższe, terga II i III o zafalowanym przednim rowku poprzecznym. Pokładełko długości metasomy.
Gatunek znany wyłącznie z Kostaryki.